# Elsothera sericatula
Elsothera sericatula är en snäckart som först beskrevs av Ludwig Pfeiffer 1849.  Elsothera sericatula ingår i släktet Elsothera och familjen Charopidae. Inga underarter finns listade i Catalogue of Life.